# Oszkowice
Oszkowice – wieś w Polsce położona w województwie łódzkim, w powiecie łowickim, w gminie Bielawy.
W latach 1954–1961 wieś była siedzibą gromady Oszkowice, w latach 1970-1972 powtórnie – Oszkowice. W latach 1975–1998 miejscowość administracyjnie należała do województwa skierniewickiego.
Przez miejscowość przebiega droga wojewódzka nr 703.

## Zabytki
Według rejestru zabytków Narodowego Instytutu Dziedzictwa na listę zabytków wpisane są obiekty:
- kościół parafialny pw. św. Marcina, drewniany, 1629, nr rej.: A/41 z 2.08.2007
- dzwonnica, drewniana, 1 poł. XIX, nr rej.: j.w.
- cmentarz kościelny, nr rej.: 893 z 21.12.1992
- cmentarz rzymskokatolicki, nr rej.: 894 z 21.12.1992